# Ісихастична література
Ісихасти́чна літерату́ра — напрям літератури, що поширився на межі XIII—XIV ст. після утворення містичного руху раннього християнства — ісихазму. Для нього характерне послідовне дотримання духовних принципів життя Ісуса Христа. Заперечення античної риторики, орнаментального азіанізму супроводжувалося суворими вимогами ригоризму, який підтримувало чернецтво у християнізованому Єгипті IV—VII ст., перейняте прагненням досягти стану «чистого серця», вивільнити його від лихих помислів, що досягається сторазовим повторенням молитви Св. Пархомія: «Господи Ісусе Христе, Сине Божий, помилуй мене, грішного!» Такі жорсткі настанови стали основою релігійно-філософського та літературного напряму XIV ст. у Візантії перед агресією Туреччини та Флорентійською унією, спроб відновити єдину, не роз'єднану церкву, що викликало гостру реакцію у православних колах.

## Представники ісихастичної літератури
Григорій Синайський (Синаїт) та Григорій Палама — головні представники цього напряму в перекладній літературі.
Залишилися й дрібні рештки української праці цього напряму: це, наприклад, короткий опис афонського життя, писаний печерським архімандритом Досифеєм (XIV—XV ст.), збережений касіянівською обробкою Патерика (1462 рік). На Афоні працює коло 1431 року переписувач Афанасій Русин тощо. Видатних літературних прибічників ісихазму (як на півночі Ніл Сорський), в Україні не було.
Лише на межі XVI—XVII ст. пізню традицію ісихазму перейняв Іван Вишенський. Шлях до Бога Вишенський знає лише внутрішній, духовний; цей шлях містичний, шлях самоочищення та просвітлення, як його в традиції старої містики знову відкрили афонські «ісихасти»: містик «своє начіння душеносноє очистив . . . і тот сосуд душевний сльозами помив; постом, молитвою, скорбми, бідами, трудом і подвигом вижер, випік і виполеровав, і новоє чистоє насіння богословія посіяв.»
Поширення цього стилю в Україні пов'язане з діяльністю київських митрополитів Кипріяна та Григорія Цамблака.

## Поширення ісихастичної літератури на українських землях
Пожвавлення культурних відносин між Україною та південнослов'янськими землями припадає на другу половину XIV — першу половину XV ст. Цей період, що дістав назву другого південнослов'янського впливу, тією чи іншою мірою позначився на духовній культурі українського народу. Хоча кардинально не охопив жодну її галузь. Оскільки українська культура цього часу продовжувала свій розвиток переважно у річищі традиції Київської Русі.
Через посередництво болгар на українських землях поширюється ісихазм. Характерно, що поширення ісихастських ідей у XIV—XV ст. виявлялося не так у появі творів самих теоретиків ісихазму, як у перекладах та переписуванні теологічної літератури, яку рекомендували для читання Григорій Синаїт та Григорій Палама. У другій половині XIV—XV ст. значна частина рукописних збірок, створених в Україні, Білорусі та Росії, містить твори Іоанна Синайського, Ісаака Сирина, Діодоха Фотійського, Симеона Нового Богослова, Ісихія, Максима Сповідника, Василія Великого, Григорія Синайського, Авви Дорофея, Калліста, Ніла Синайського, Псевдо-Діонісія Ареопагіта.
Писання останнього в повному обсязі привіз митрополит Кипріян у копії, яку зробив з південнослов'янського перекладу, здійсненого на Афоні сербським ченцем Ісаєю 1371 р.
З ісихастським рухом і другим південнослов'янським впливом пов'язана й поява «Діоптри» («Душезрительноє зерцало») візантійського ченця Филиппа Монотропа (Пустельника). Найбільш ранні українські списки цього твору датуються другою половиною XIV ст. Твір був перекладений з грецької мови болгарськими ченцями-ісихастами в середині XIV ст. «Діоптра» складається з «Плачу» та досить об'ємного «Діалогу» — розмови Душі-володарки і Плоті-служниці. Плоть відповідає на питання Душі про людську природу. За Филиппом Пустельником — Плоть (Тіло) — знаряддя Душі, її служниця; за плотські гріхи відповідає Душа. Филип Монотроп у «Діоптрі» використав Біблію, твори отців церкви та античних філософів. «Діоптра» широко побутувала на православнослов'янських землях до XIX ст. Саме зацікавленість внутрішнім світом людини, викликана філософією ісихастів, а можливо, й появою передренесансних настроїв, сприяла популярності цього твору в Україні.
Головним осередком ісихастської ідеології в Україні став на деякий час Києво-Печерський монастир. Але на східнослов'янських землях засвоєння ісихазму було переважно практичне: тут користувалися результатами ісихастських диспутів, а вчення як таке не розвивалося. На основі послання печерського архімандрита Досифея до священноінока Пахомія (кінець XIV — початок XV ст.) можна твердити, що популярна серед ісихастів молитва Ісусова («Господи Ісусе Христе, сине Божий, помилуй нас (мя грішнаго)») на той час вже була відома у Києві.
Погляди Григорія Синаїта та Григорія Палами на слово й мову взагалі було покладено в основу так званої Євтимієвої реформи слов'янської писемності та емоційно-експресивного стилю («плетіння словес»), який з кінця XIV ст. почав застосовуватись і в Україні. Основний принцип цього стилю базувався на філософії ісихастів: ті автори, які культивували його, намагалися знайти у матеріальному нематеріальне, виявити християнські істини в усіх галузях життя. Твори, написані в стилі «плетіння словес» помережені окличними реченнями, риторичними запитаннями, внутрішніми монологами, неологізмами, нагромадженням синонімів, епітетів, порівнянь тощо. Ці художньо-стильові засоби надають мовленню підвищеної емоційності й служать абстрагованості викладу. Автори гіперболізують свої почуття, чимало уваги намагаються приділити внутрішньому світу людини. Зауважимо, що формальні показники емоційно-експресивного стилю не були принципово новим явищем в українській писемності. Чимало художньостильових засобів, якими оперували автори XV ст., були відомі письменникам попередніх епох і особливо XII—XIII ст., тобто доби орнаментального стилю, але «плетіння словес» включало також і підвищену увагу до людини та її психології. Саме це явище було тісно пов'язане з ісихазмом і з'явилося лише наприкінці XIV ст.
Емоційно-експресивний стиль виявився переважно у літературі «високих» жанрів — житіях, проповідях і похвальних словах. Поширення цього стилю в Україні пов'язане з діяльністю двох видатних церковних і культурних діячів, болгар за походженням та ісихастів за поглядами — Кипріяна та особливо Григорія Цамблака.
1437 р. митрополитом Київським став грек за походженням Ісидор, відомий здебільшого як церковний діяч, що 1439 р. підписав акт про Ферраро-Флорентійську унію католицької та православної церков. У зв'язку з цією подією Ісидор створює невелике «Посланіє в Лядскую, и в Литовскую, и в НЂмецкую землю, и на всю Русь», у якому викладаються основні положення угоди між представниками двох християнських конфесій. Послання стверджує, що православний і католицький обряди однаково святі, що немає різниці між грецькими і «латинськими» церквами, «понеже обоє то єдино єсть». Оскільки Ісидор навряд чи знав слов'янську мову, то це послання, мабуть, було втілене у літературну форму кимось з його почту у Будині (Буді) 1440 р. Стиль послання — типовий зразок «плетіння словес». Відоме також послання Ісидора до старост і воєвод міста Холма (1440), у якому митрополит просить їх не кривдити священика Бавила. До Ісидорової літературної спадщини належить і ряд творів грецькою мовою.
У XV — першій половині XVI ст. виникає так званий Литовсько-Білоруський літопис, найстарша редакція якого постала у 40-х рр. XV ст. До складу літопису входять декілька цілісних творів, що вирізняються із загального тексту змістом, стилем, а частково й жанровими особливостями. З-поміж них варто виділити повість «О Подольской земли» та «Похвалу о великом князи ВитовтЂ».
Надана істориками назва літопису «Литовсько-Білоруський» відображає орієнтацію на історію Литви і Великого князівства Литовського; з огляду на «західноруську» (тобто білорусько-українську мову) його можна назвати Білорусько-Литовським. Оскільки у той час більшість українських земель входили до складу Великого князівства Литовського, літопис відображає також історичне минуле України, окремі ж його складові частини побудовані на українському матеріалі, участь книжників України в цих випадках дуже ймовірна. До таких складових частин літопису належить згадувана вже оповідь «О Подольской земли», присвячена завоюванню литовськими князями-братами Коріятовичами Українського Поділля у середині XIV ст. Утвердившись на цих землях, князі збудували там ряд міст, заснували фортецю Кам'янець і, як могли, обороняли Поділля від татарських нападів. Коли наймолодший Коріятович — Федір став князювати у своїх володіннях, то відмовився визнавати владу великого литовського князя Вітовта. Останній силою захопив Подільську землю, а Федір знайшов притулок в угорського короля Сигізмунда, що подарував вигнанцю Мукачівську домінію на Закарпатті. Стиль повісті «О Подольской земли» досить простий, позбавлений риторичних прикрас, близький до стилю урядових грамот Великого князівства Литовського.
«Похвала князю Вітовту» — найхудожніший твір, що органічно ввійшов до складу Литовсько-Білоруського літопису. Панегірик було складено не раніше 1428 р. й не пізніше 1430 — року князевої смерті. «Похвала» починається словами, що дуже нагадують вислів з Біблії:
«Тайну таити цареву добро єсть, а дела велика государя поведати добро ж єсть. Хочю вам поведати о великом князи Александри, зовемом Витовти Литовском и Руском…». Далі автор, часто вживаючи біблійні вислови і образи, гіперболічно змальовує могутність князя, зовсім не дбаючи про правдивість зображення його діянь. Як і Григорій Цамблак у «Житії Стефана Дечанського», автор «Похвали» ідеалізує свого героя, надаючи йому таких рис, яких князь не мав, використовуючи при цьому звичайний арсенал засобів «плетенія словес». Панегірист не може підібрати слів, щоб гідно розповісти про діяння князя Вітовта, про його силу і хоробрість — для нього це однаково, що людині «испытати высота небЂсная и глубина морская». Могутність князя порівнюється з нестримною у своїй течії річкою, а мудрість його — з невичерпним морем. У своєму захопленні персонажем автор фактично зображує Вітовта найсильнішим володарем Європи: йому підкоряються не тільки польський король Ягайло, а й римський король, московський князь, татарські хани, молдавський господар. І хоча Вітовт поширює свою державу, але з сусідніми країнами живе мирно і приязно.
Головна ідея «Похвали Вітовту» — апологія політичної незалежності Великого князівства Литовського від Польщі, що, безумовно, відповідало інтересам українського і білоруського народів. Невипадково автор вказує, що Вітовт тримав під своєю владою «многия земли, сопроста реку, вся Руская земля».
Незважаючи на те, що «Похвалу» загалом написано у новому для Білорусі та України емоційно-експресивному стилі, у ній відчувається вплив творів Кирила Туровського, зокрема «Слова про розслабленого», фольклору, а також стилю ділових документів, що писалися тоді на землях Великого князівства Литовського.
Риси літературності ділові документи мали нерідко, оскільки «писання для себе» і писання для читачів не було чітко розмежованим. До 1442 р. належить заповіт князя Андрія Володимировича, короткий літературний вступ до якого написав старець Пафнутій (Пахнутій) у Києво-Печерському монастирі. Цей книжник кількома реченнями просто і вправно передав меланхолійні роздуми князя «съ своєю женою и съ своими дЂтками» над могилами родичів і «всЂх святых отцев» про минущість людського життя: "И размыслих на своєм сердци: "колико то гробов, a всЂ тыи жили на сем свЂтЂ, а пошли всЂ къ Богу. И помыслил єсмь: «По малЂ и нам тамо пойти, гдЂ отци и братіа наша…». Ця літературна мініатюра свідчить, що талановитих стилістів не бракувало в Україні й у ті часи.
У XV ст. з'являються нові редакції творів, відомих з часів Київської Русі. 1406 р. тверський єпископ Арсеній, виходець з Києва, укладає так звану Арсеніївську редакцію Києво-Печерського патерика. У ній було змінено структуру збірника, внесено ряд скорочень, включено службу і похвалу Феодосію Печерському, а також оповідь про заснування монастиря. Згодом у Києві виникають так звані Касіянівські редакції Патерика, перша з яких датується 1460 р., а друга — 1462 р. У них вміщено нові статті: ряд літописних звісток та «Слово про перенесення мощей Феодосія Печерського», виклад витримано у хронологічній послідовності, текст збагачено риторичними прикрасами у стилі «плетіння словес». На оформлення тексту мала вплив ораторсько-учительна проза: частини названо «словами», а в їх побудові є спільні риси з проповідями. Провідною ідеєю Касіянівських редакцій є звернення до спадщини Київської Русі та активізація на цій основі місцевого патріотизму, підкреслення значення Києва та Києво-Печерської лаври. Друга Касіянівська редакція «Києво-Печерського патерика», яка неодноразово переписувалася, стала неначе містком між старокиївською духовною літературою і письменством наступних століть.

## Внесок митрополита Кипріяна в ісихастичну літературу
За основу своєї редакції «Житія митрополита Петра» (1381) Кипріян узяв «Житіє митрополита Петра», створене 1327 р. невідомим московським книжником. Своє літературне завдання митрополит визначив у короткому вступі, вказавши, що його «Житіє» є похвалою цьому «священноначальнику», оскільки було б дуже «неправедно» «таковаго святителя венець не украшен некако оставити». Доля Кипріяна була дечим подібною до долі Петра: боротьба з іншими кандидатами на митрополію, сутички з супротивниками вже після висвячення на митрополита, переїзд до Москви. «Житіє» автор закінчує похвалою своєму героєві, причому більшу частину похвали Петрові Кипріян присвячує розповіді про власний шлях до митрополичої кафедри. А Петро виступає у ній як патрон і захисник письменника.
Серед інших оригінальних творів Кипріяна варто виділити «Повість про Михайла-Митяя» (1382) — невелике літописне оповідання про те, як московський князь Дмитрій Донськой намагався зробити митрополитом свого ставленика Митяя. Напружені, драматичні й до певної міри авантюрні події повісті розгортаються під час війни Москви з Ордою. У нейтральній, на перший погляд, літописній оповіді простежуються риси памфлету, іронія, певні недомовки та опозиційний до князя політичний підтекст.

## Внесок Григорія Цамблака в ісихастичну літературу
Літературна спадщина Григорія Цамблака, одного з найталановитіших письменників слов'янського середньовіччя, охоплює понад 40 творів різних жанрів: житій, похвальних слів, проповідей на різні церковні свята. Твори Григорія відзначаються різноманітністю змісту і вибору образотворчих засобів для втілення думок і почуттів. Не тільки слова, а й сюжети та образи сплітаються в тонке мереживо. У переказах біблійних легенд зустрічаються образи, що вражають силою і глибиною думки, драматизмом, ґрунтовною логічною аргументацією. Під завісою алегорій часто криються численні проблеми, що хвилювали сучасників. Навіть у проповідях, де, на перший погляд, порушено абстрактні загальнохристиянські питання, відчувається публіцистичний струмінь.
Вважається, що в Україні Григорій Цамблак написав «Слово надгробне митрополиту Кипріяну», «Слово похвальне Євфимію Тирновському», п'ять проповідей, визнання віри при посвяченні у митрополити та дві промови, виголошені ним на Констанцькому соборі. «Слово надгробне митрополиту Кипріяну», виголошене у Києві 1409 чи 1410 р., є фактично першим панегіриком, створеним у новому для України емоційно-експресивному стилі. У ньому Григорій не лише використовує традиційні засоби у зображенні свого героя, а й виступає як новатор. Це виявляється у широкому використанні спогадів і особливо в передачі власних почуттів до покійного митрополита, автобіографічних подробиць. Письменник зовсім не використовує самопринизливих формул, як інші середньовічні автори. Натомість всіляко намагається підкреслити близькість до свого духовного батька — Кипріяна, показати читачам, що митрополит всієї Русі прагнув зробити з нього свого наступника. Незважаючи на вимоги тогочасного стилю з його обов'язковою екзальтованістю, у «Слові надгробному Кипріяну» вираз почуття Григорія видається по-справжньому щирим. Автор постійно порівнює діяння Кипріяна з біблійними персонажами, намагаючись провести якомога більше паралелей між митрополитом всієї Русі та біблійними героями.
У створеному між 1415 і 1418 рр. «Похвальному слові Євфимію Тирновському» Григорій Цамблак частково відходить від традиційного для середньовічної літератури образу християнського героя. З одного боку, Євфимій — носій усіх християнських чеснот: смирення, мудрості, благородства, аскетизму, а з другого — це мужня, зухвала, наполеглива людина, патріот, що вболіває за свою країну і народ. 1393 р., коли турецькі війська обложили Тирново, а болгарський цар Іван Шишман утік зі столиці, Євфимій не тільки лишився з народом, а й сміливо з'явився до султана Баязета з вимогою припинити варварське знущання з болгар. Характерно, що діяння Євфимія показано на тлі дійсних історичних подій.
Індивідуалізація персонажів Григорієм Цамблаком, його спроба конкретнішого зображення людини та її внутрішнього світу, релігійна толерантність автора свідчать, що, залишаючись у межах середньовічного світогляду, Григорій був письменником-новатором. У його творчості відчуваються певні гуманістичні тенденції, що вказує на появу передренесансних настроїв у духовному житті України на початку XV ст.